# 张文雄 (1962年)
张文雄（1962年4月4日—），男，湖南岳阳人，中华人民共和国政治人物。岳阳师范专科学校历史专业毕业，湖南师范大学函授历史专业学士，中南大学文法学院科学技术哲学专业硕士。曾任中共湖南省委常委、宣传部长。

## 生平
1985年加入中国共产党。历任中共岳阳县委办公室副主任、政策研究室主任、办公室主任、县委常委；湖南省委办公厅调研室副主任、主任、办公厅副主任、省委副秘书长、政策研究室主任；怀化市委书记；湖南省委办公厅主任；衡阳市委书记等职。
2011年11月23日当选中共湖南省委常委。2011年12月任湖南省长株潭“两型社会”建设综合配套改革试验区工作委员会书记。2015年8月转任湖南省委常委、省委宣传部部长。
张文雄上任后，加强了对意识形态的管控，湖南卫视也在其要求下创办了《午间新闻》栏目，构建主流媒体宣传湖南的双平台，但也因此造成了湖南卫视工作日午间收视率萎靡不振。

### 落马
2016年10月，多维新闻网报道，曾经监制歌颂习近平的“神曲”《不知该怎么称呼你》的张文雄被撤职，或被降为副科级。张文雄最后一次公开亮相，是10月24日参加湖南省纪念长征胜利八十周年大会。2016年11月8日，中纪委宣布张文雄因涉嫌严重违纪接受调查，是为中共十八大以来湖南省第三位落马的省部级官员。他曾在怀化、衡阳等地担任一把手，而这些地方均为腐败“灾区”。有未经核实的报道称，出生于岳阳县张谷英镇的张文雄曾插手家乡岳阳县东洞庭湖砂石资源有偿出让交易，个人从中攫取巨额经济利益，致使岳阳县蒙受12.5亿国有资产严重流失。
2017年2月27日，中央纪委监察部通报，经查，张文雄违反政治纪律，对抗组织审查；违反中央八项规定精神，收受礼金，由私营企业主支付旅游住宿费用，违规多占办公用房；违反组织纪律，不按规定报告个人有关事项，利用职务上的便利在干部选拔任用中为他人谋取利益并收受财物；违反廉洁纪律，纵容、默许家属利用其职务影响谋取私利，用公款购买购物卡用于送礼和个人使用；违反工作纪律，干预和插手执纪活动，泄露干部选拔任用事项；违反生活纪律；利用职务上的便利为他人谋取利益并收受财物，涉嫌受贿犯罪。张文雄被开除党籍、开除公职，移送司法。
2018年8月16日，广西壮族自治区桂林市中级人民法院对张文雄以受贿罪（約2335萬餘元）判处有期徒刑十三年，并处没收个人财产人民币二百万元，以巨额财产来源不明罪（約5158萬餘元）判处有期徒刑五年，决定执行有期徒刑十五年，并处没收个人财产人民币二百万元。

## 家庭
张文雄妻子叫涂爱芳，从怀化市到衡阳市，夫妻一路包揽、插手工程，（約人民幣5158萬餘元）两人一人弄权，一人收钱，利用权力为“钱”开路，在采砂权拍卖、市政工程承揽等方面大肆“提篮子”，给老板站台打招呼，牟取巨额利益。在老家岳阳市，涂爱芳占股的一家无采砂资质的企业在9个月内采砂销售金额近10亿元，而涂爱芳及其合伙人共分得利润超3亿元。涂爱芳在其夫贪腐案落定后，通过民事诉讼追讨1.5亿元“投资款”和“出借款”。